# Vale do Sol
Vale do Sol é um município brasileiro do estado do Rio Grande do Sul.

## História
Vale do Sol formou-se dos distritos de Trombudo, Formosa, parte de Herveiras, município de Santa Cruz do Sul, e parte de Candelária.
O início da colonização do município, deu-se em 1862 quando um grupo de colonos alemães estabeleceram-se na localidade de Rio Pardense. Em 1870, o agrimensor Ernesto Ziltow fez um levantamento da área existente, adquirida anteriormente por Eiserbarth e Rauber, de uma parte da Sesmaria dos Borges, a qual denominou-se Linha Eiserbarth. A abertura das primeiras picadas, desde Faxinal de Dentro até Alto Trombudo, foi feita pelos irmãos João e Manuel Moitoso da Silveira e Antônio Marcelino, em 1878.
O nome “Vale do Sol” surgiu na década de 1960, a partir de observações baseadas no clima feitas pelo médico Luiz Artur Jacobus, através de constantes neblinas na parte montanhosa e do sol, na região de Faxinal de Dentro, que faziam do lugar o Vale do Sol. Também concorreram os gentílicos Trombudo, Lindenau, Faxinal de Dentro e Boa Esperança, para denominar o novo município, sendo que a escolha aconteceu em uma eleição realizada à época da emancipação. Vale do Sol emancipou-se em 10 de novembro de 1991 e legalizou-se através da lei n.º 9599, de 20 de março de 1992, vindo a instalar-se como município em 1993.

## Geografia
Localiza-se a uma latitude 29º36'13" sul e a uma longitude 52º40'59" oeste, estando a uma altitude de 500 metros. Sua população estimada em 2004 era de 10 617 habitantes. Possui uma área de 330,36 km².

## Galeria
O turismo rural, inclui em suas rotas, suas igrejas, que são centros de comunhão e partilha entre gerações:

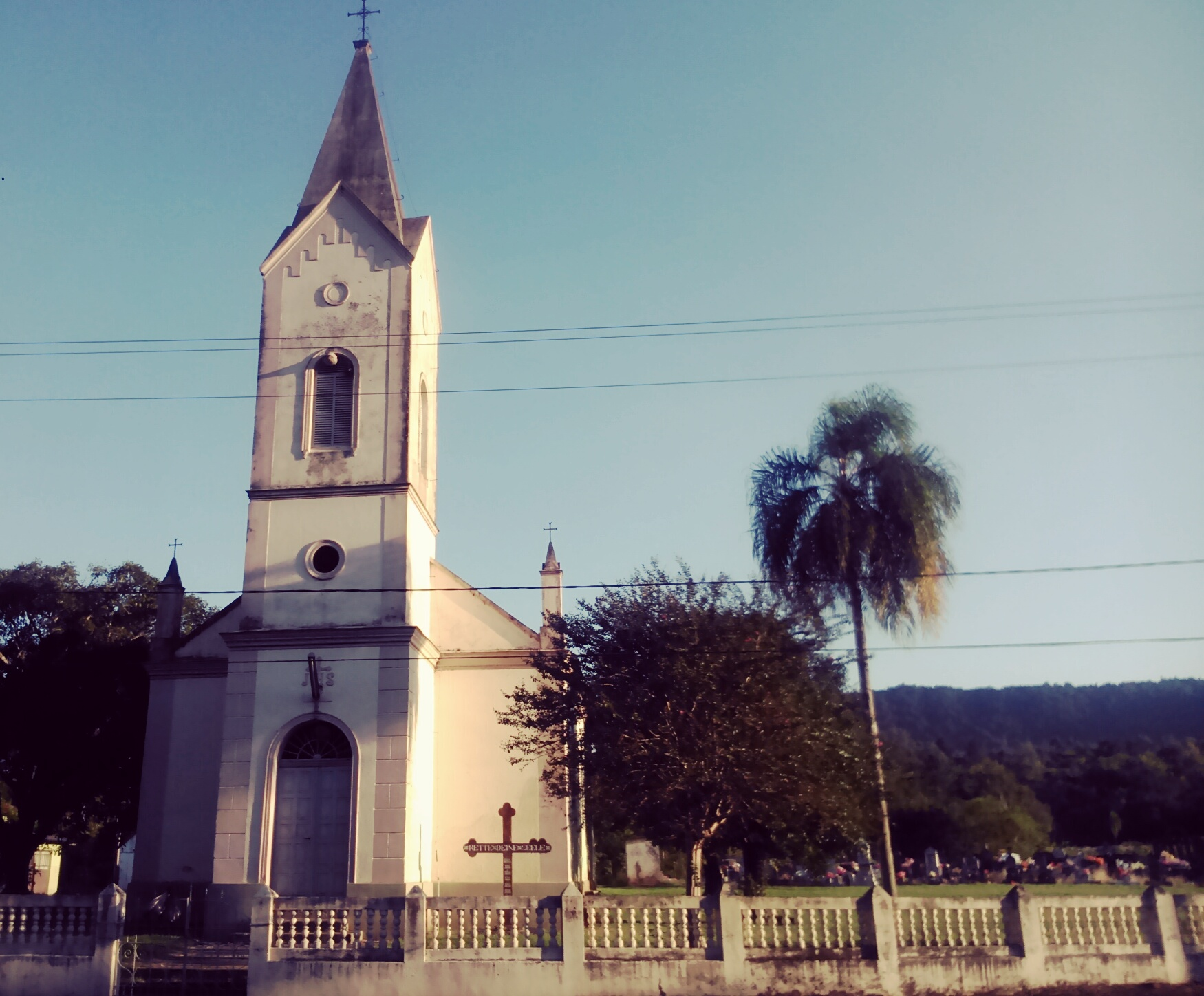
Igreja Centenária São José, no centro, a mais antiga igreja do município, sendo construída em 1887.
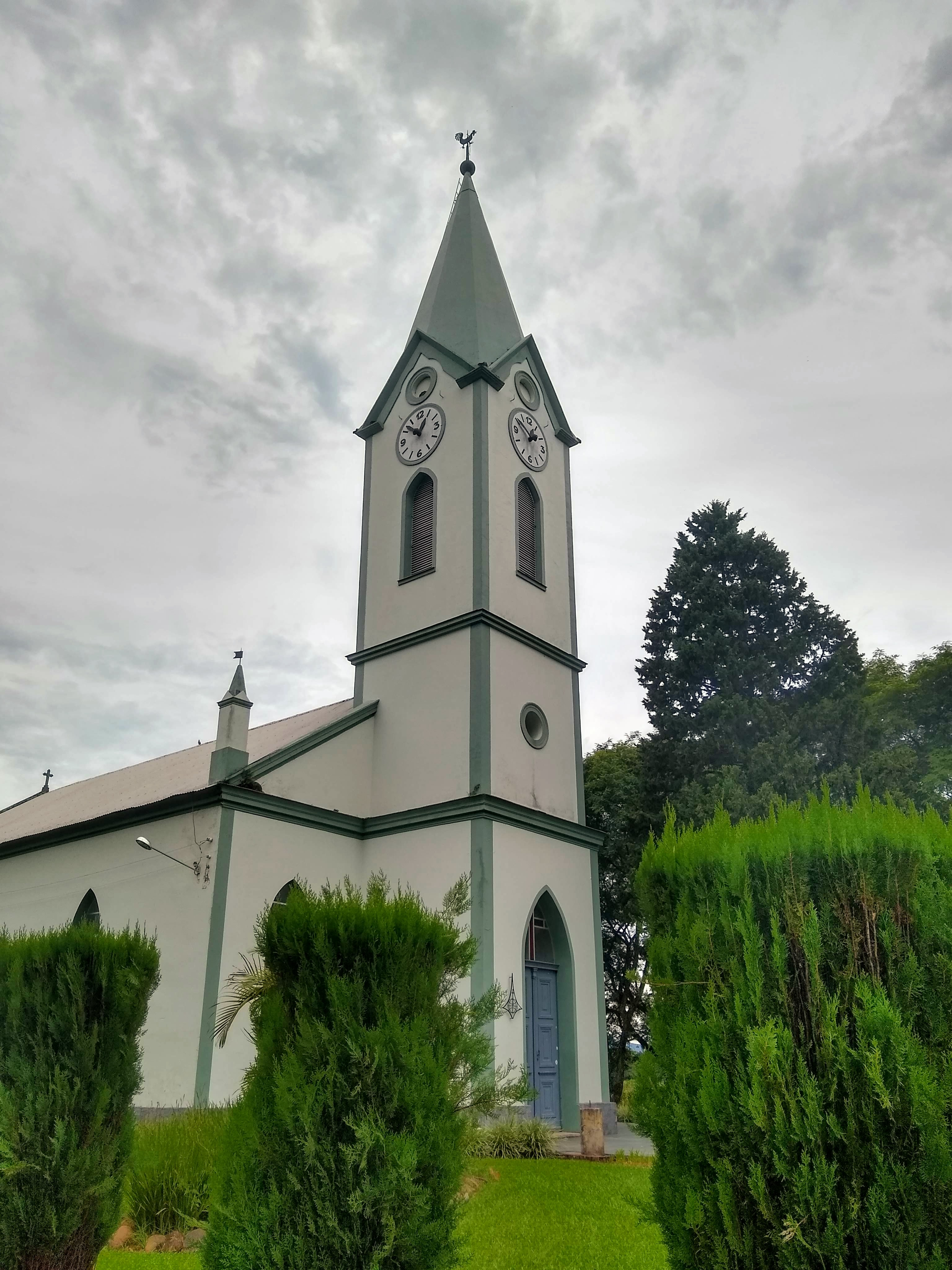
Igreja Evangélica de Confissão Luterana em Vale do Sol, centro da cidade
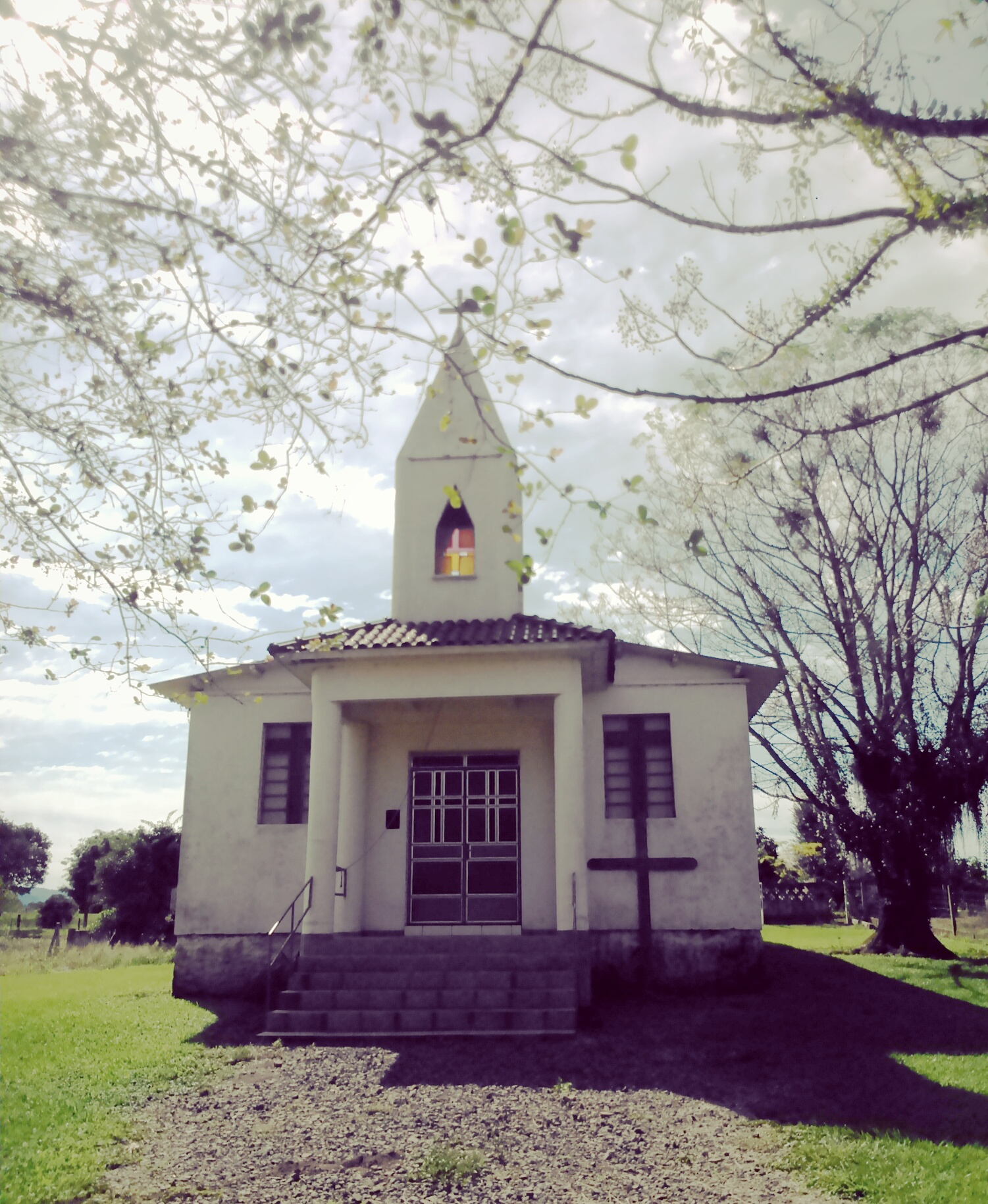
Igreja de Santa Teresinha do Menino Jesus, em Faxinal de Dentro.
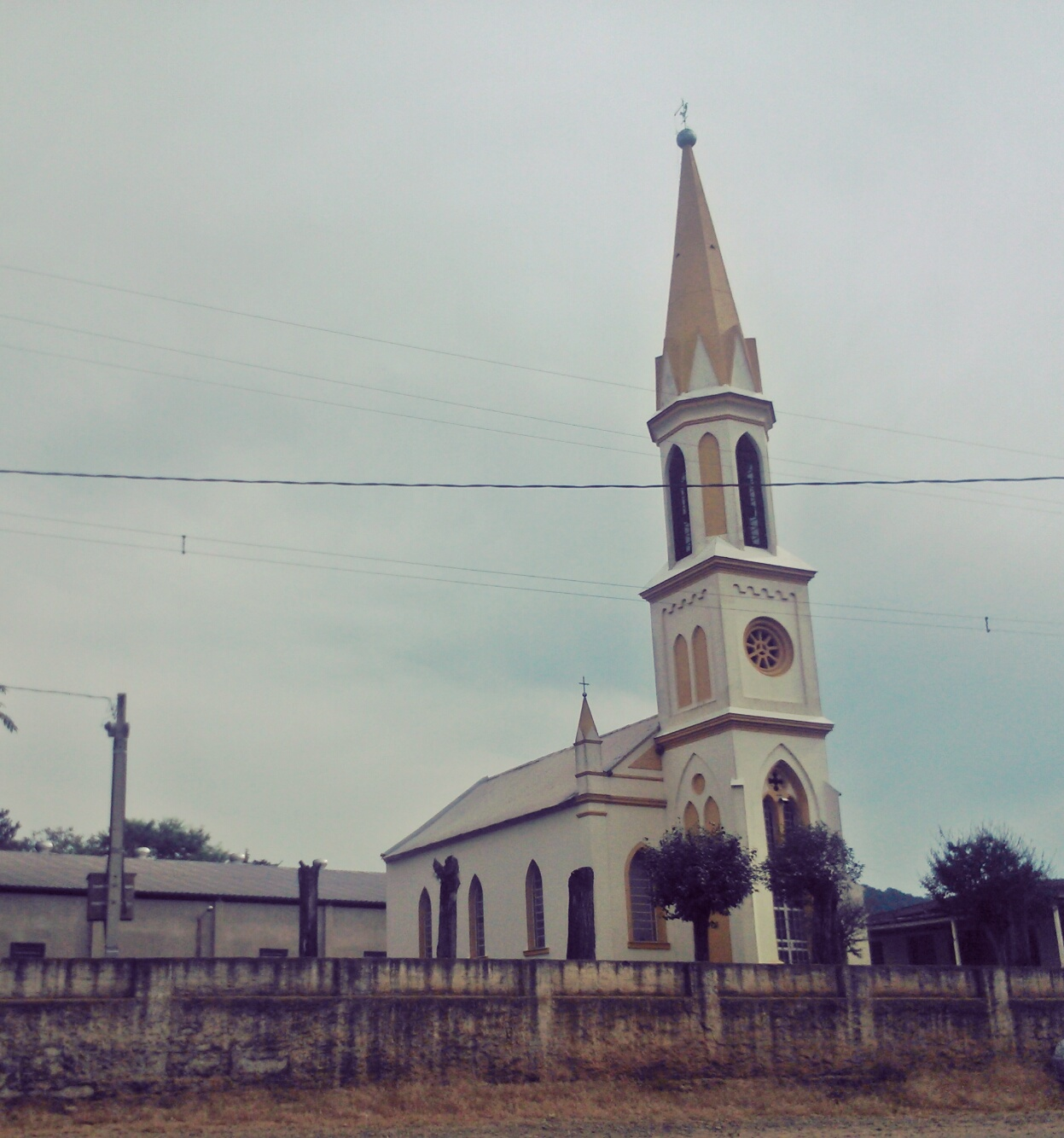
Igreja Luterana de Rio Pardense, mais antigo templo luterano do município.
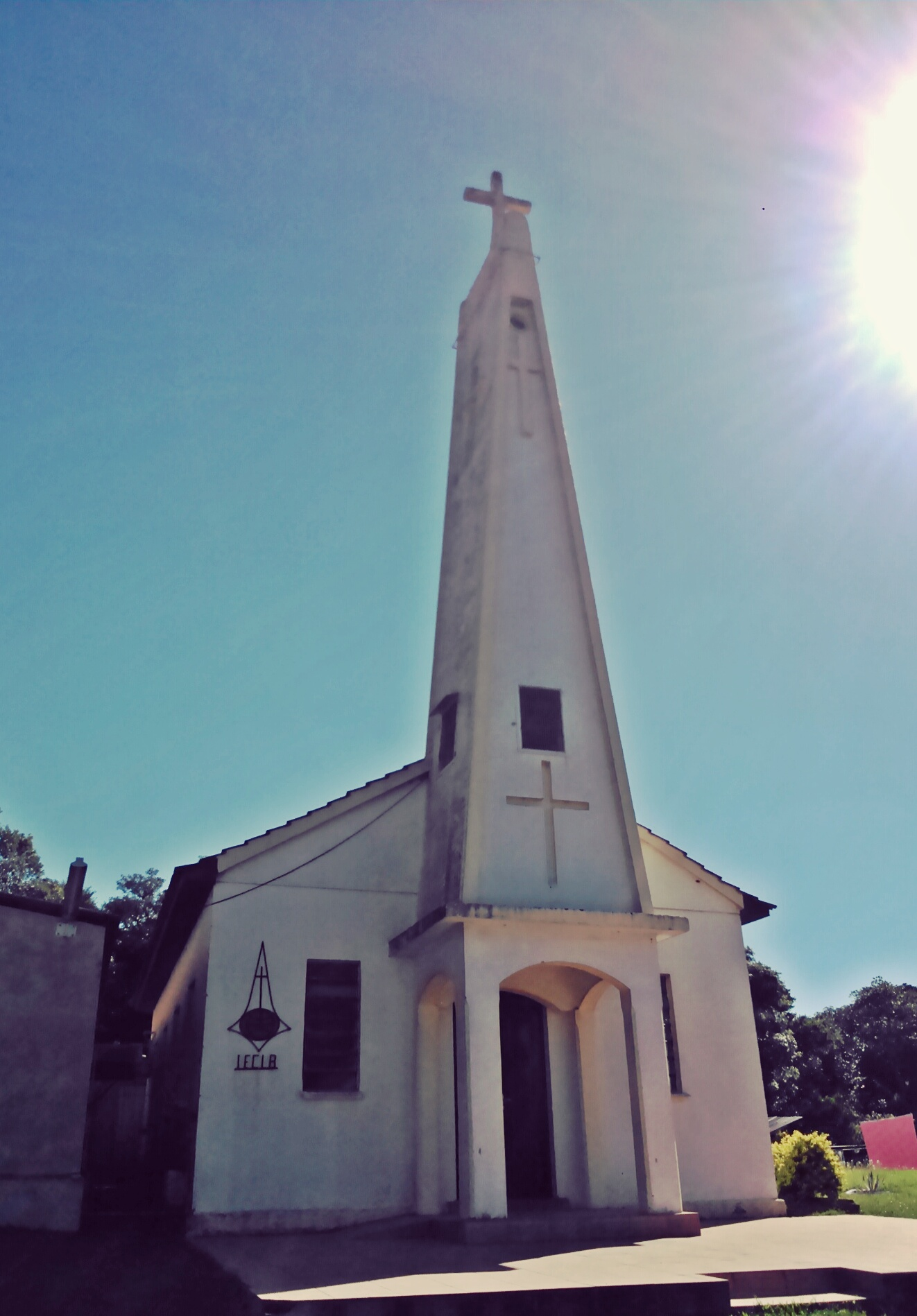
Igreja Luterana de Alto Castelhano.
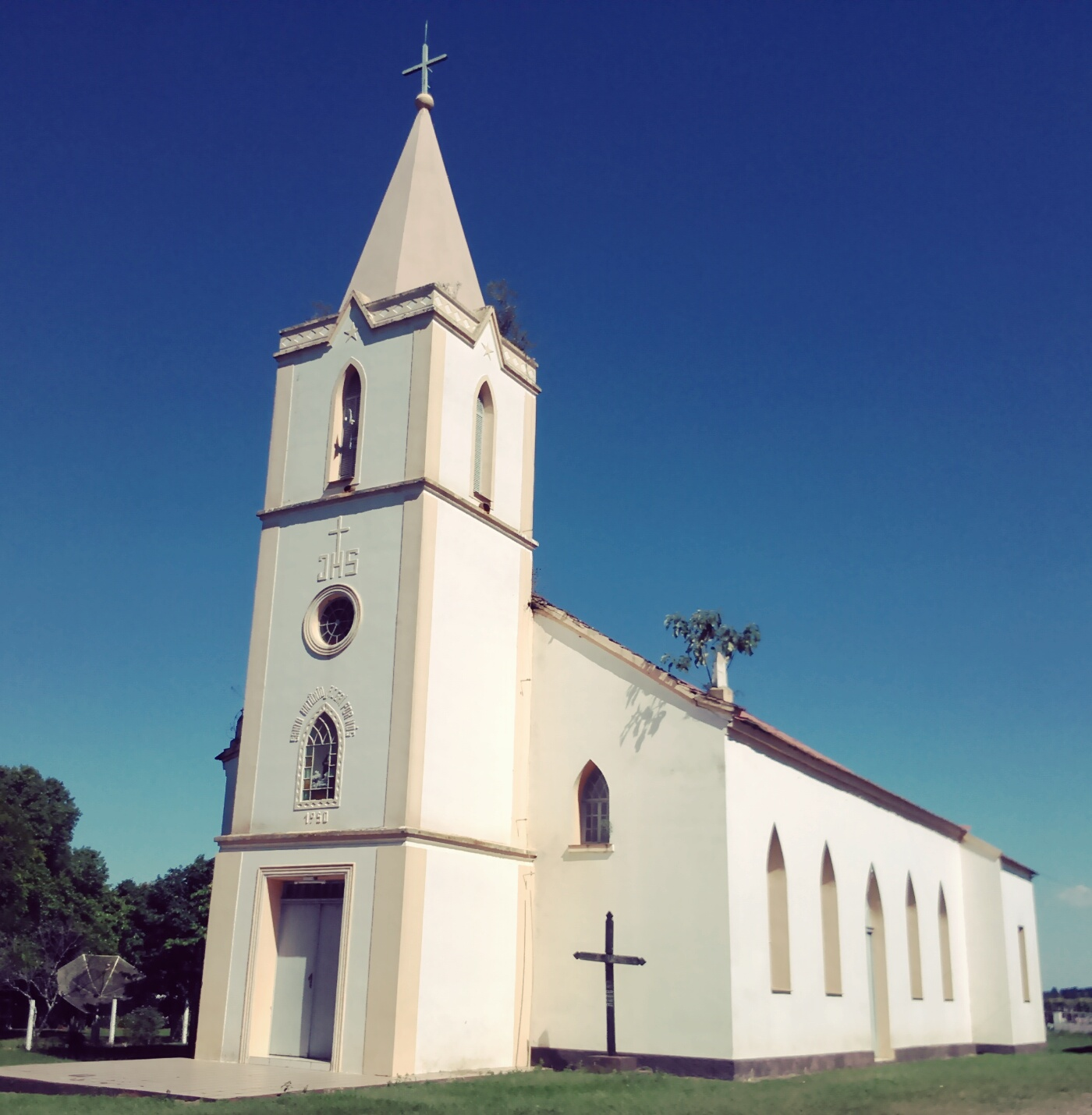
Igreja de Santo Antonio, em Alto Trombudo.
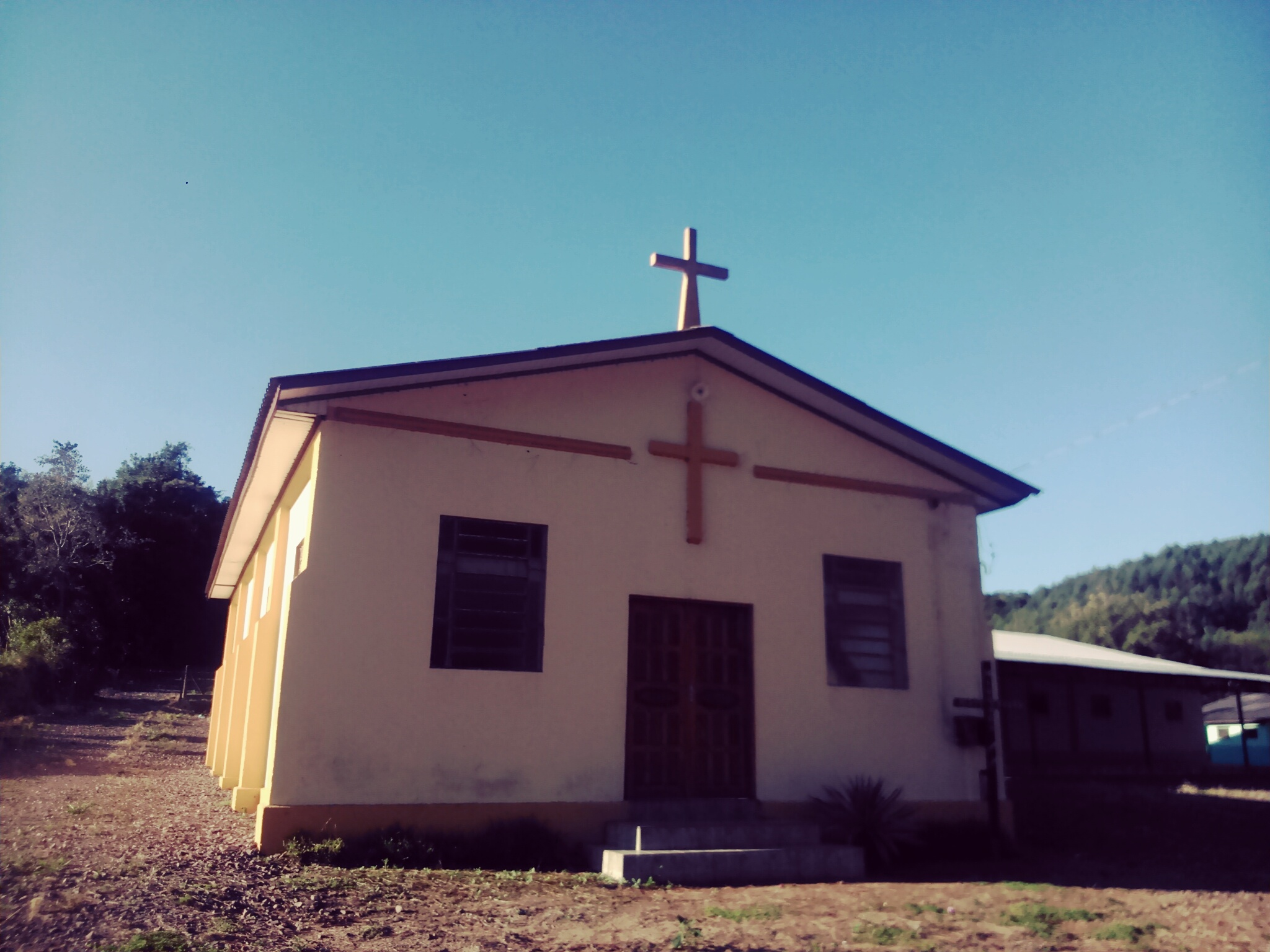
Igreja de Nossa Senhora das Graças, em Linha Bastian.
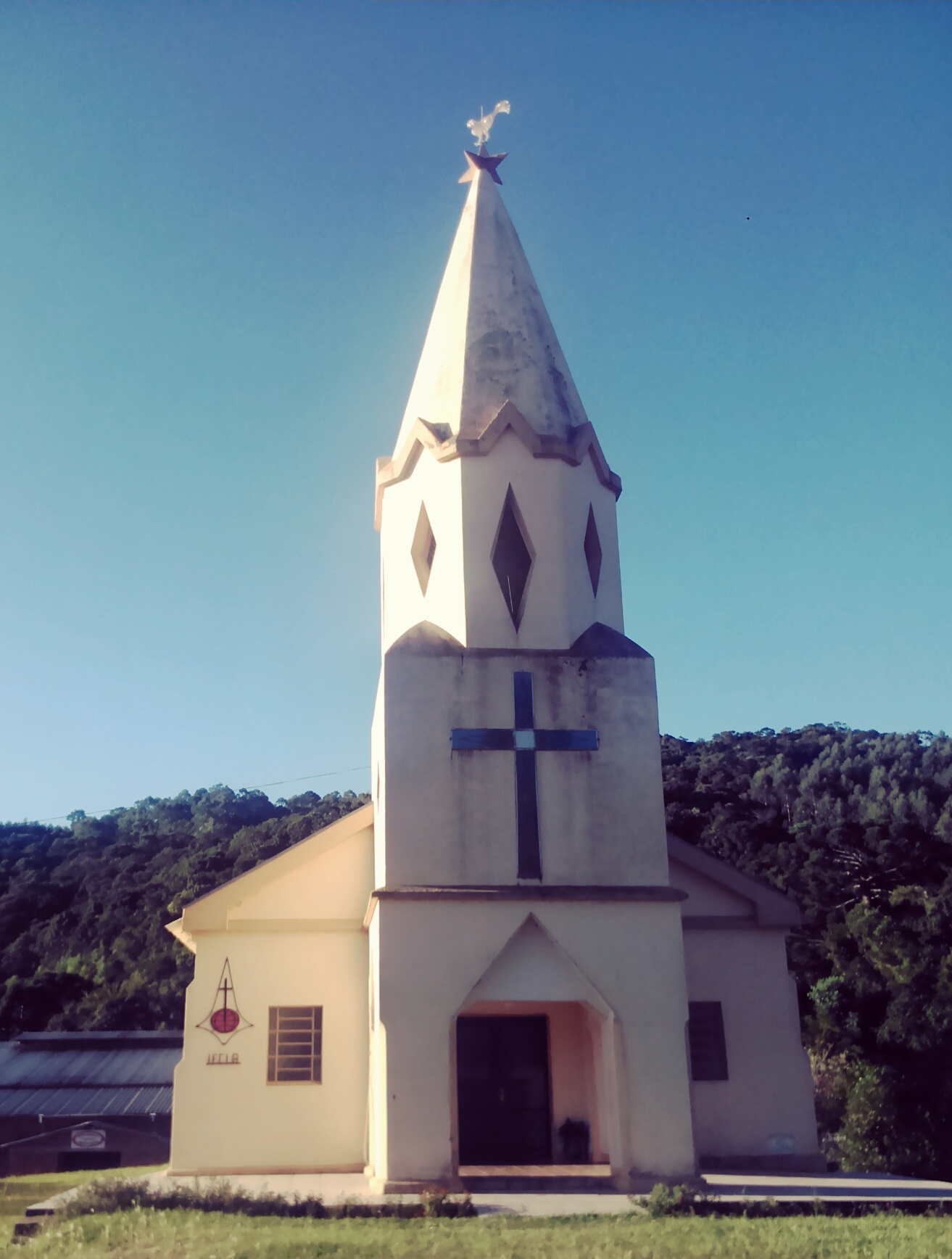
Igreja Luterana de Fontoura Gonçalves.
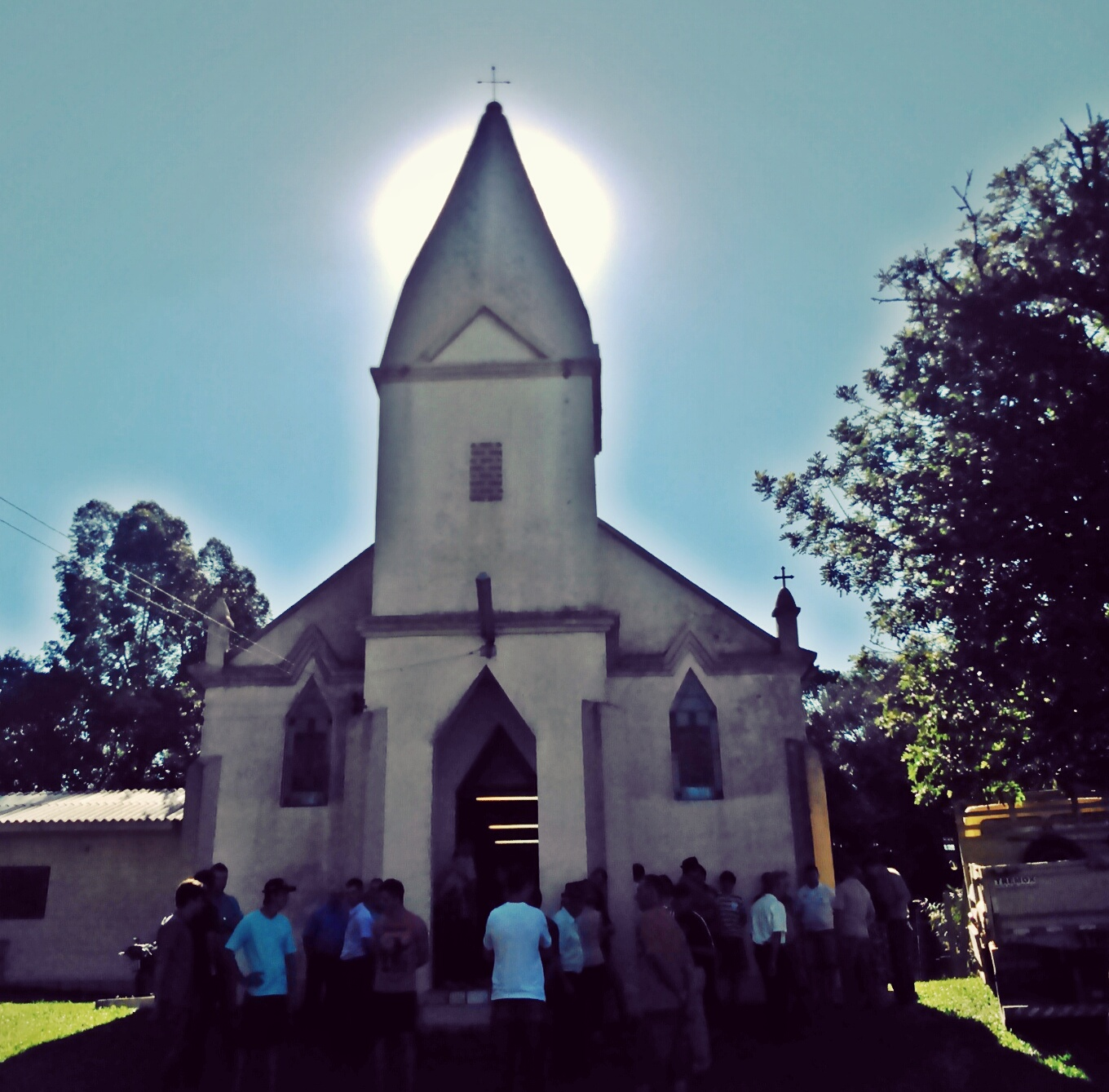
Igreja de São Miguel, em Alto Castelhano.
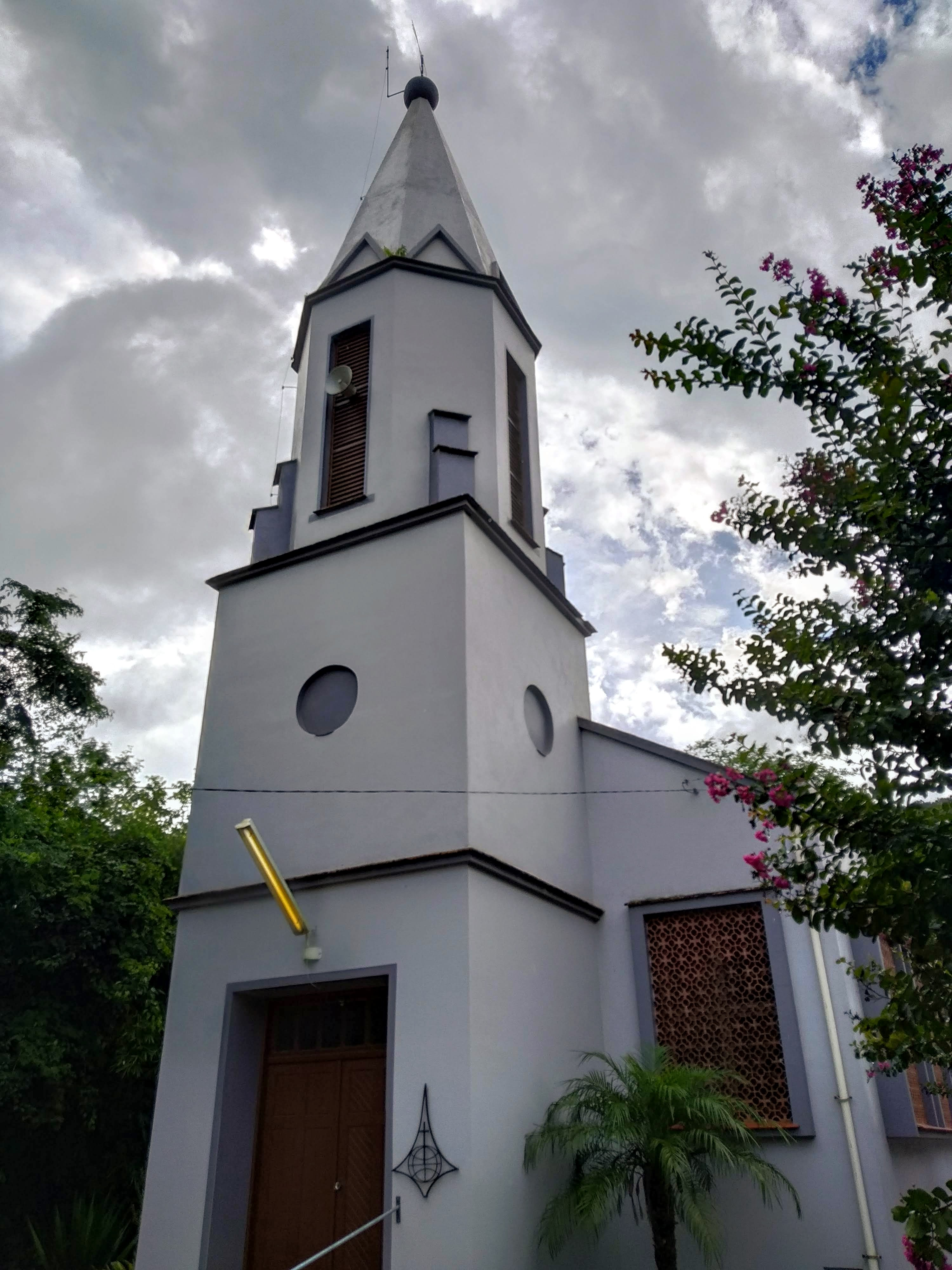
Igreja Evangélica de Confissão Luterana em Linha Bernardino, Vale do Sol